# Nuraghe Melas
Il nuraghe Melas o Fumiu  è un nuraghe complesso situato nel comune di Guspini, nel Medio Campidano.

## Contesto ambientale e collocazione geografica

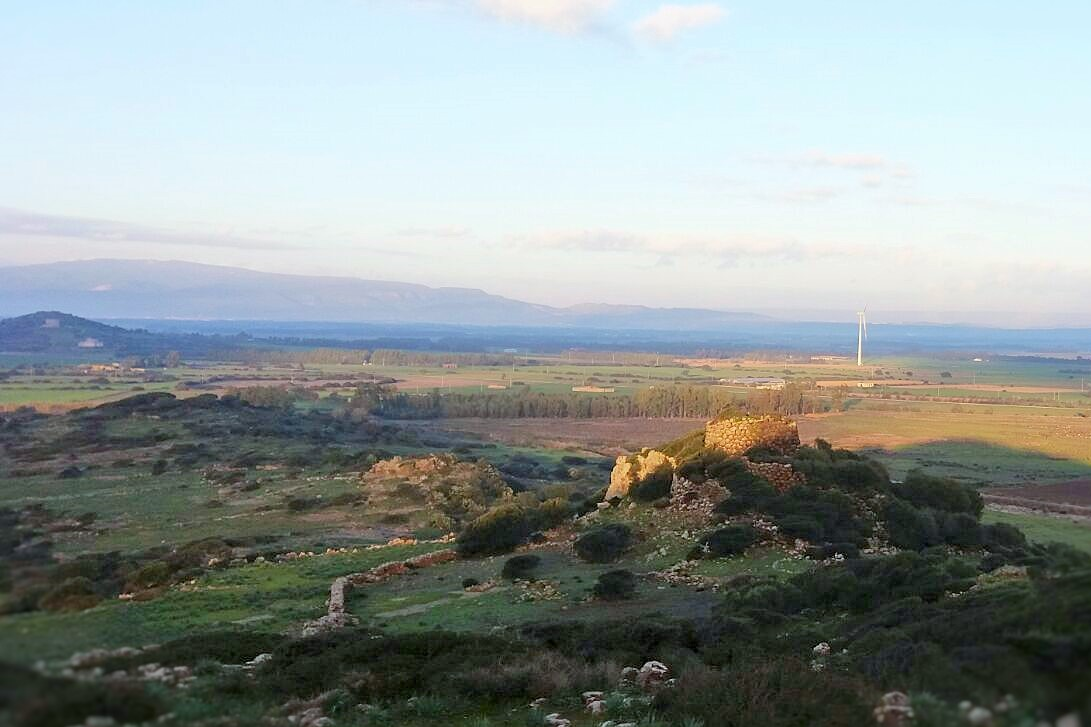
Panoramica del Nuraghe Melas con sullo sfondo il Monte Arci e poco più sotto il colle Sa Zeppara

Il nuraghe Melas è stato realizzato sulla sommità di una collina alta poco meno di 100 metri circa, immerso nella macchia mediterranea che domina l'intera area archeologica. Il nuraghe dista circa 2 km in linea d'aria dalla fortezza nuragica di Saurecci e circa 7 km dal centro abitato. Il sito archeologico è visibile percorrendo la strada ss 126 che collega Guspini a San Nicolò d'Arcidano tra la località Tupa Crebu e la località Corti Arrubia.
Nei pressi del sito sono presenti ulteriori monumenti preistorici relativi al periodo prenuragico e nuragico: il nuraghe Uraddili, il menhir Genna Prunas e il Pozzo sacro Sa Mitza de Nieddinu ad est della fortezza, mentre a nord si trovano la Domus de janas di Bruncu Maddeus e il nuraghe Bruncu 'e s'Orcu.

## Descrizione

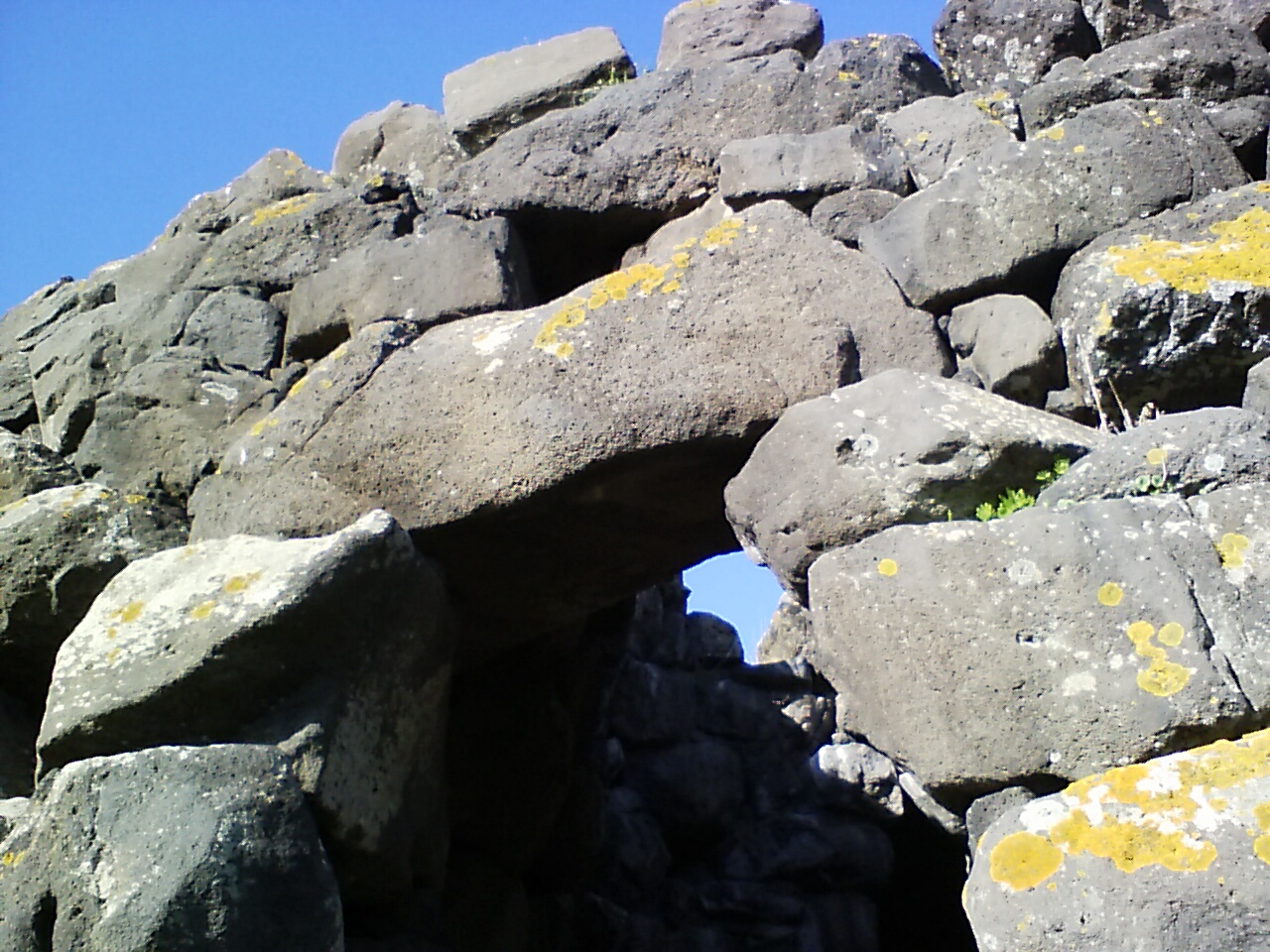
Architrave possente del nuraghe Melas

Vittorio Angius lo chiama Fumìu e lo descrive così: «.. È un tal disegno, del quale non si
possa dar un’idea senza averlo delineato». Proseguendo con la descrizione asserisce che ci siano più nuraghi che lo compongono di dimensioni variabili sottolineando che: «.. il norace Fumiu... presenta alcune particolarità. Sopra la porta aperta incontro al sirocco-levante è uno spiraglio, e non lungi da questa è una seconda porta aperta al sirocco e alta metri 2, che però  essendo alta sul suolo pare una finestra:  in un suo fianco è aperta la galleria nello spessore del muro per andar ne’ piani superiori o nella terrazza.» Con chiaro riferimento alla presenza di scale, vedasi la galleria fotografica. Queste presentano un andamento regolare e una struttura ben definita e curata. Dopo aver descritto le nicchie presenti nella camera principale e : «.. profondi metri 1,60, larghi 2,30.» sottolinea un aspetto fondamentale della costruzione nel suo insieme: «..  In questa costruzione furono usate pietre molto maggiori che nelle altre due suddescritte, le mura son quasi a  perpendicolo, e si usarono i cementi e l’argilla».
La sua posizione, come quella di tutti i nuraghe è fortemente strategica. La vista sulla sommità del mastio centrale permetteva di guardare all'intera piana del Campidano con particolare attenzione alla zona nord e al Monte Arci. La sua struttura oggigiorno è di difficile interpretazione a causa della macchia mediterranea che lo sovrasta. I blocchi di roccia basaltica sono presenti in quasi tutta la struttura, con particolare attenzione all'architrave dell'ingresso principale. 
La camera al piano superiore risulta completamente distrutta.

## Galleria d'immagini

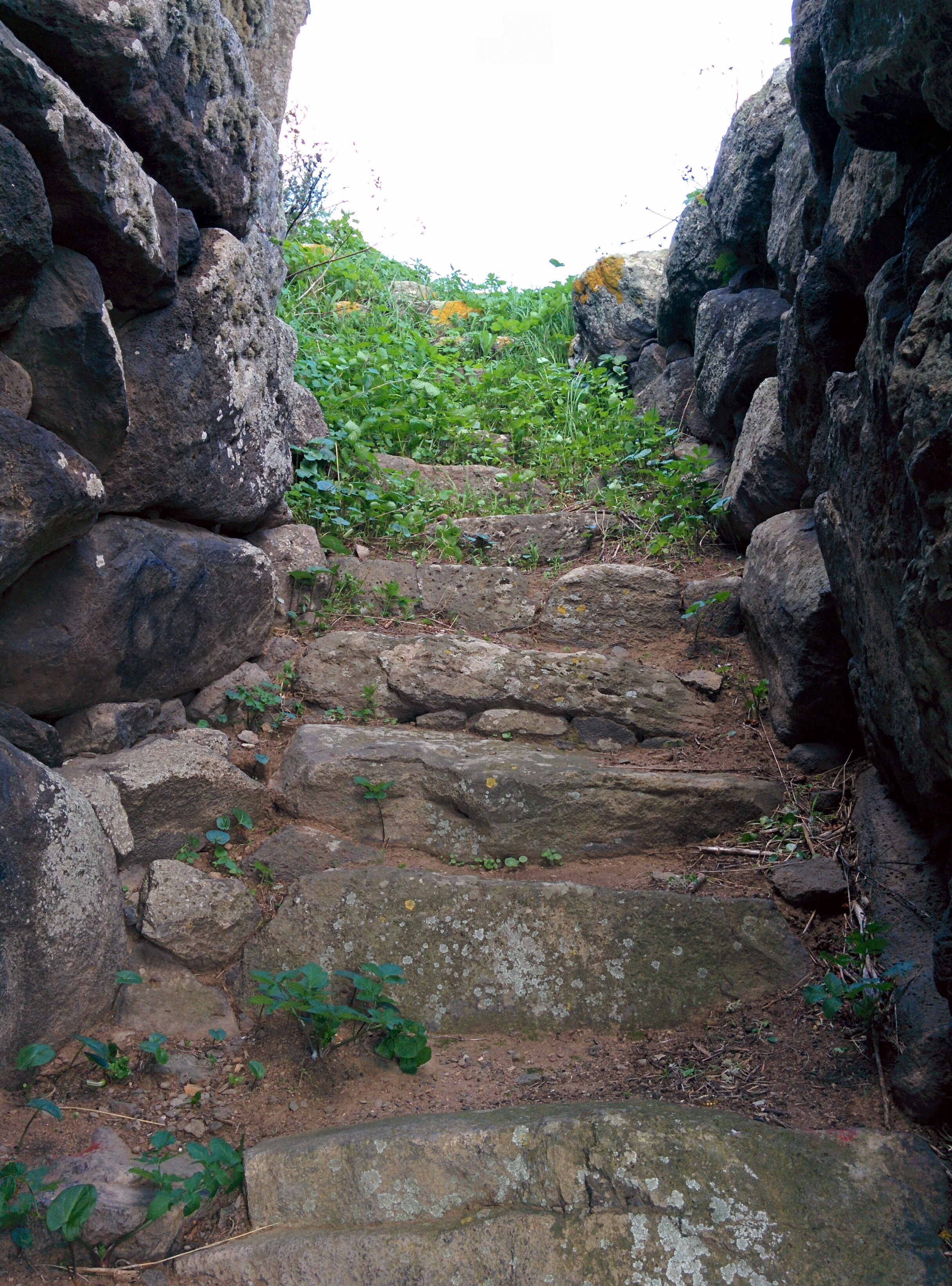
In Dettaglio le scale che portano alla sommità del torre centrale
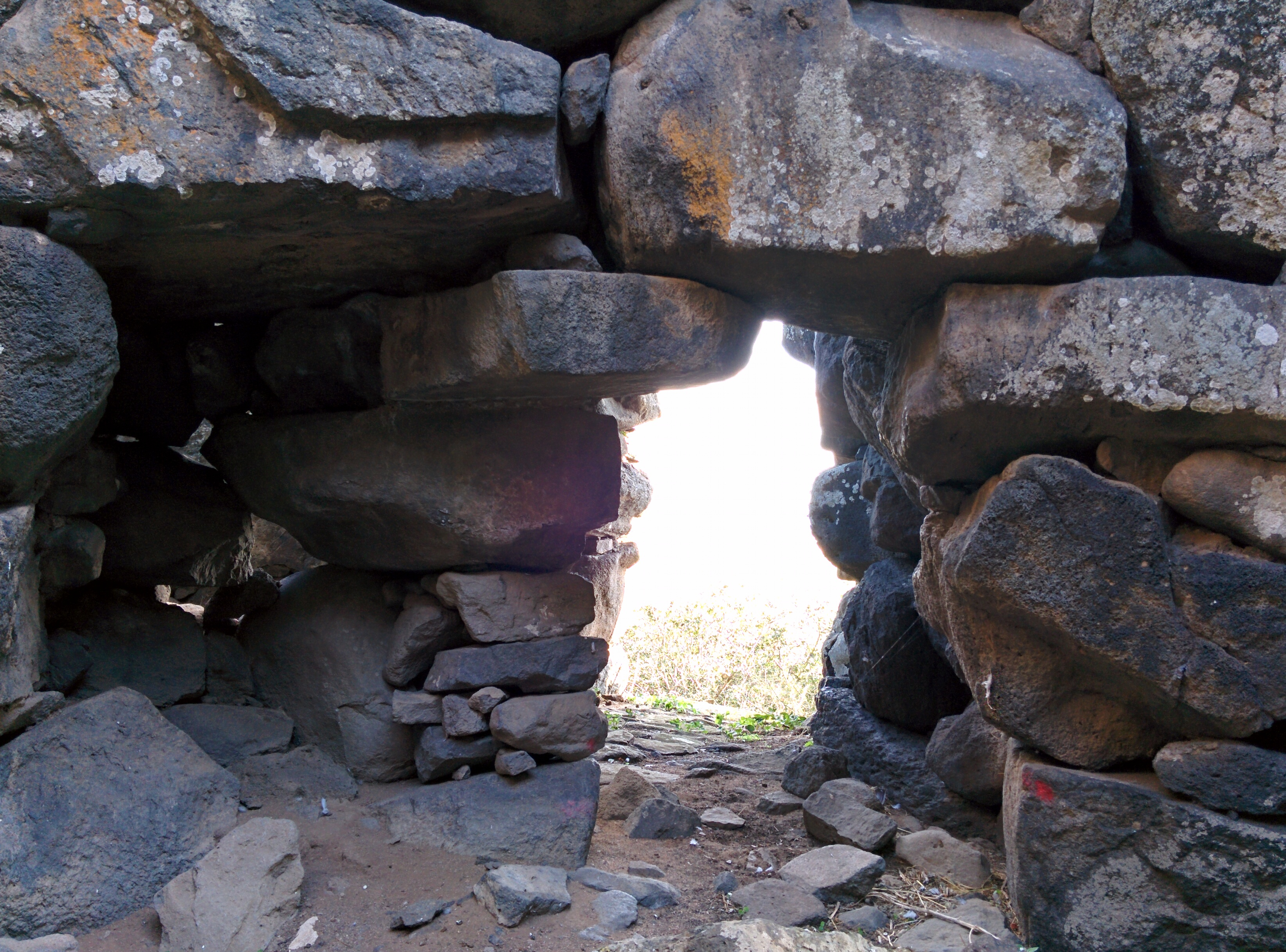
Ingresso laterale che porta alle scale
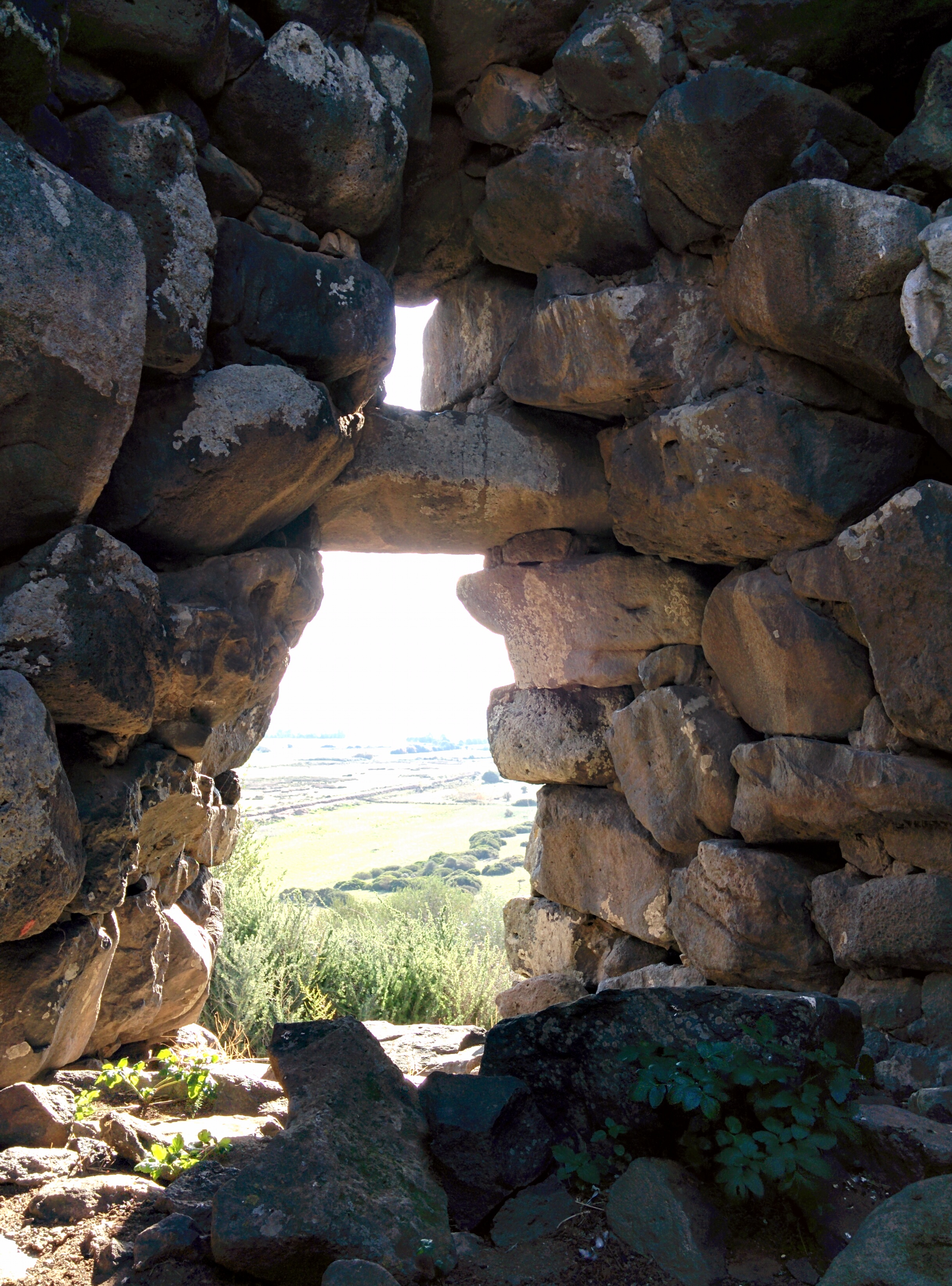
In dettaglio la finestrella di scarico sopra l'architrave